# Lovastatin nonaketid sintaza
Lovastatin nonaketid sintaza (EC 2.3.1.161) je enzim sa sistematskim imenom acil-KoA:malonil-KoA C-aciltransferaza (dekarboksilacija, oksoacil- i enoilna redukcija, tioestarska hidroliza). Ovaj enzim katalizuje sledeću hemijsku reakciju
acetil-KoA + 8 malonil-KoA + 11 -adenozil-L-metionin {\displaystyle \rightleftharpoons } dihidromonacolin L + 9 KoA + 8 -adenozil-L-homocistein + 6H2O
Mikrobni enzim je multifunkcionalni protein koji katalizuje mnoge reakcije formanja lanca enzima EC 2.3.1.85, masno-kiselinske sintaza, kao i reduktivne metilacije i Dils-Alderove reakcije.

## Literatura
- Nicholas C. Price; Lewis Stevens (1999). Fundamentals of Enzymology: The Cell and Molecular Biology of Catalytic Proteins (Third изд.). USA: Oxford University Press. ISBN 019850229X.
- Eric J. Toone (2006). Advances in Enzymology and Related Areas of Molecular Biology, Protein Evolution (Volume 75 изд.). Wiley-Interscience. ISBN 0471205036.
- Branden C; Tooze J. Introduction to Protein Structure. New York, NY: Garland Publishing. ISBN 0-8153-2305-0.
- Irwin H. Segel. Enzyme Kinetics: Behavior and Analysis of Rapid Equilibrium and Steady-State Enzyme Systems (Book 44 изд.). Wiley Classics Library. ISBN 0471303097.
- William P. Jencks (1987). Catalysis in Chemistry and Enzymology. Dover Publications. ISBN 0486654605.

## Spoljašnje veze
- Lovastatin+nonaketide+synthase на 